# C7H17NO
化学式C7H17NO的化合物（摩尔质量：131.2 g/mol）可以指：
- 3-丁氧基丙胺，CAS号：16499-88-0
- 3-二乙氨基丙醇（N,N-二乙基丙醇胺），CAS号：622-93-5
- 5-氨基-2,2-二甲基戊醇，CAS号：13532-77-9
- 7-氨基庚醇，CAS号：19243-04-0

|  | 这个同类索引页列出了具有相同分子式的化学物（即同分異構體）条目。 除非您是有意链接至本页，否则应将相应条目的内部链接指向正确的条目。 |